# Rohingya

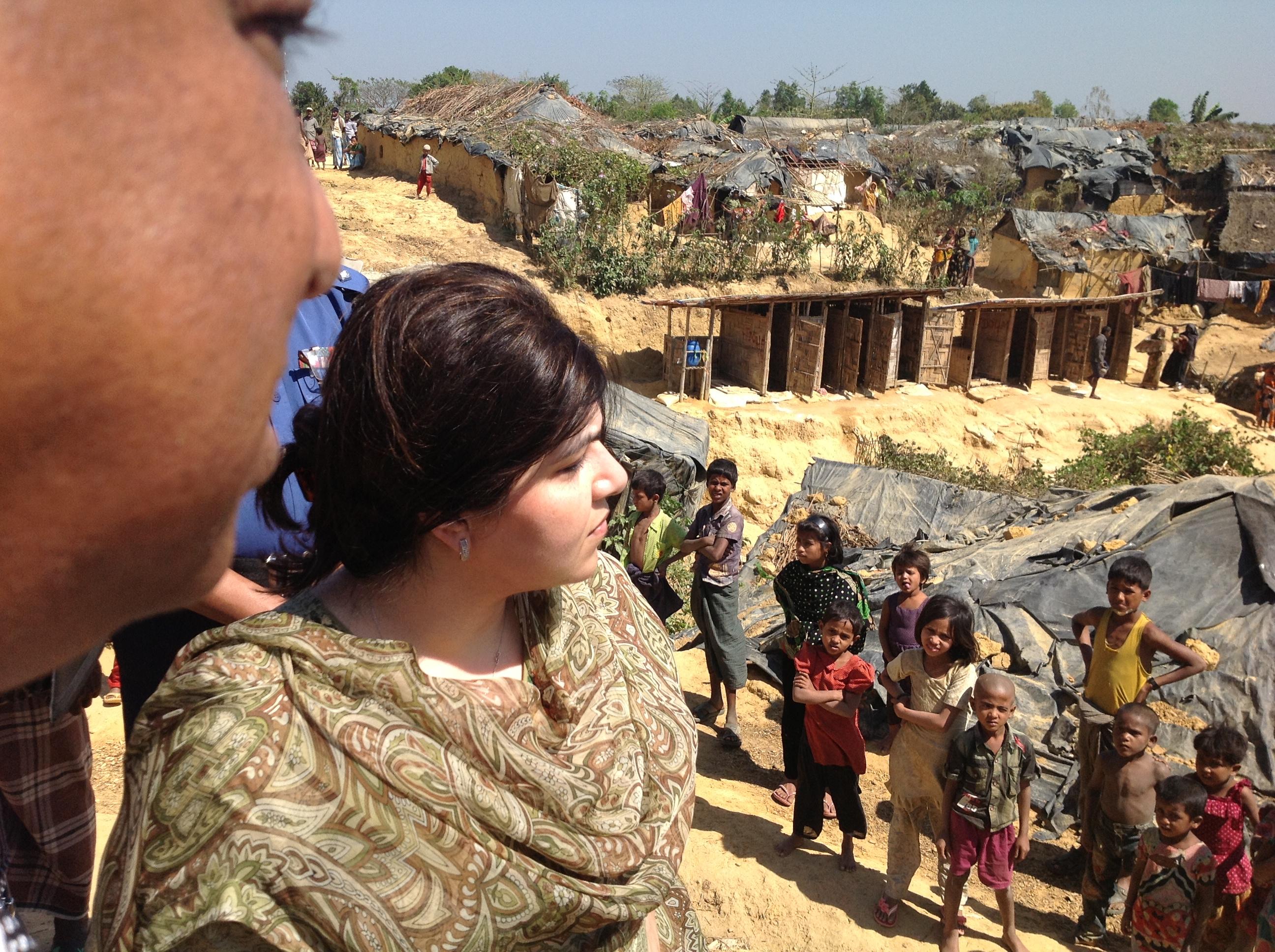
Tabără de refugiați rohingya în Bazarul Cox. Baroneasa Warsi a fost prima ministră britanică care a vizitat tabăra de refugiați din Kutupalong, Bangladesh.

Rohingya (Ruáingga /ɹuájŋɡa/; bengali: রোহিঙ্গা Rohingga /ɹohiŋɡa/) este un grup etnic de religie musulmană care vorbește limba rohingya, o limbă indo-ariană înrudită cu bengáli.
 

Originea acestui grup este discutată, unii spunând că își are originea în Arakan (de asemenea, cunoscut sub numele de Rakhine, sau Rohang în Rohingya) în Birmania, și alții spun că ei sunt imigranți musulmani din Bengal, azi Bangladesh.

Persoanele aparținând acestei minorități' au fost marginalizate în mai multe țări, fiind persecutate pe motive etnice și religioase și trebuind să se refugieze în ghetouri și mahalale.
 

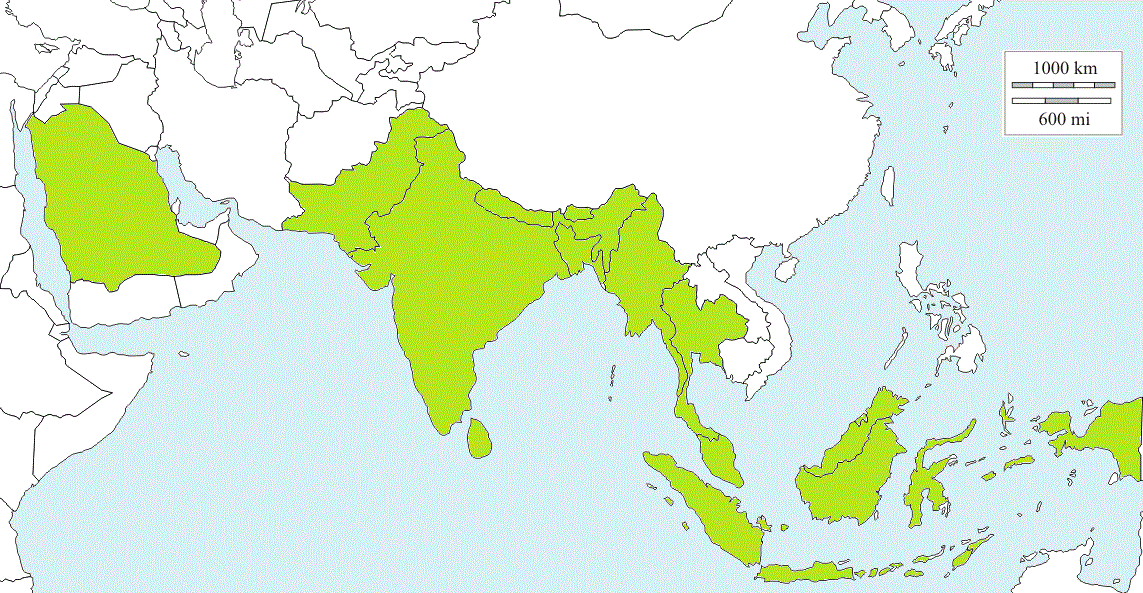
Aria de răspândire a culturii rohingya.

Organizația Națiunilor Unite i-au numit una dintre minoritățile cele mai persecutate din lume.
 
 
Au atras atenția în mod deosebit mass-mediei în iunie 2012, atunci când conflictul cu arracanezii a făcut 88 de morți și a lăsat zeci de mii de oameni fără casă.
 

Numai în 2017, are loc un val de 123.000 de refugiați în Bangladesh.

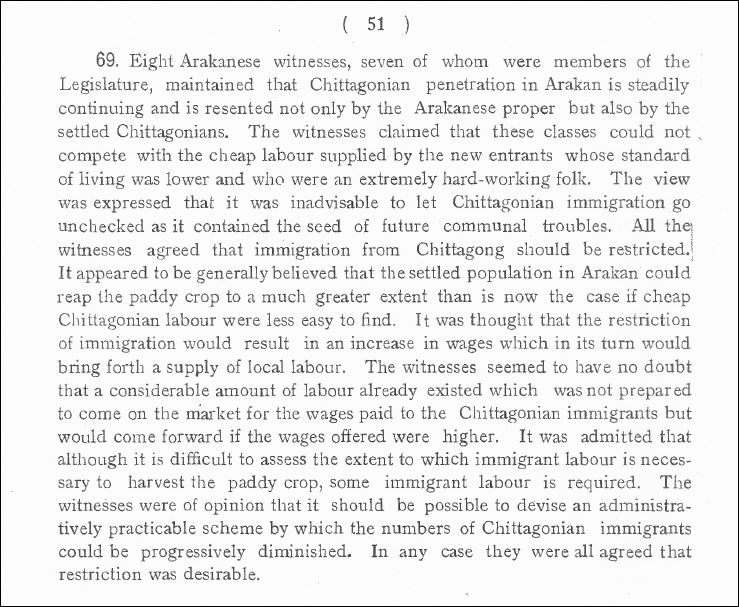
Raport britanic asupra imigrației cittagong (rohingya)